# Consigliere diplomatico
Il Consigliere diplomatico è una figura presente oramai in quasi tutti i Ministeri. Solitamente è a capo della struttura che si occupa, all'interno di ciascun ministero, di relazioni internazionali. Data la crescente internazionalizzazione delle attività dei dicasteri e la frequenza di incontri internazionali, la figura si è resa indispensabile per la preparazione e l'organizzazione di tali eventi. Inoltre, anche altre amministrazioni pubbliche hanno sentito la necessità di inserire nelle loro strutture sezioni dedicate alla cura dei rapporti internazionali.
In Italia, a seguito dell'introduzione di norme che favoriscono l'interscambio di dirigenti tra il settore pubblico ed il settore privato, la figura del Consigliere diplomatico si è estesa anche ad imprese private e/o a partecipazione pubblica, nonostante per esse si ricorra a denominazioni diverse (ad es. Direttore delle Relazioni Internazionali, Responsabile Relazioni Internazionali Istituzionali). In questi casi vi è un accordo tra i due enti che si esplica con l'assegnazione temporanea di un diplomatico presso l'ente con cui il Ministero degli affari esteri stipula tale convenzione.

## Enti pubblici italiani
Elenco aggiornato al 3 agosto 2023.
| Ente Pubblico                                                                    | Funzione | Grado                     | Nome                           |
| -------------------------------------------------------------------------------- | --- | ------------------------- | ------------------------------ |
| Presidenza della Repubblica                                                      | Consigliere Diplomatico del Presidente della Repubblica                                                                     | Ministro Plenipotenziario | Fabio Cassese                  |
| Presidenza del Consiglio dei ministri                                            | Consigliere Diplomatico del Presidente del Consiglio dei Ministri                                                           | Ambasciatore              | Francesco Maria Talò           |
| Ministero dell'interno                                                           | Consigliere diplomatico | Ministro Plenipotenziario | Marco Villani                  |
| Ministero della giustizia                                                        | Consigliere diplomatico | Ministro Plenipotenziario | Augusto Massari                |
| Ministero dell'Economia e delle Finanze                                          | Consigliere diplomatico | Ambasciatore              | Aldo Amati                     |
| Ministero della difesa                                                           | Consigliere diplomatico | Ministro Plenipotenziario | Guido De Sanctis               |
| Ministero della difesa - Centro alti studi per la difesa                         | Consulente per gli affari internazionali del Presidente del CASD e Direttore coadiutore Istituto Alti Studi per la Difesa   | Consigliere d'Ambasciata  | Emanuele Farruggia             |
| Ministero della difesa - Comando operativo di vertice interforze                 | Consigliere per gli Affari Internazionali                                                                                   | Ministro Plenipotenziario | Michele Esposito               |
| Ministero dell'istruzione e del merito                                           | Consigliere diplomatico | Consigliere d'Ambasciata  | Serena Lippi                   |
| Ministero dell'università e della ricerca                                        | Consigliere diplomatico | Ministro Plenipotenziario | Nicola Todaro Marescotti       |
| Ministero delle infrastrutture e dei trasporti                                   | Consigliere diplomatico | Consigliere d'Ambasciata  | Giovanni Vittorio Maria Donato |
| Ministero delle imprese e del made in Italy                                      | Consigliere diplomatico | Ambasciatore              | Mario Cospito                  |
| Ministero del lavoro e delle politiche sociali                                   | Consigliere diplomatico | Ministro Plenipotenziario | Michele Cecchi                 |
| Ministero della Cultura                                                          | Consigliere diplomatico | Consigliere d'Ambasciata  | Clemente Contestabile          |
| Ministero dell'ambiente e della sicurezza energetica                             | Consigliere diplomatico | Ministro Plenipotenziario | Giuseppe Manzo                 |
| Ministero dell'agricoltura, della sovranità alimentare e delle foreste           | Consigliere diplomatico | Consigliere d'Ambasciata  | Cesare Morbelli                |
| Ministero della salute                                                           | Consigliere diplomatico | Ministro Plenipotenziario | Roberto Frangione              |
| Ministero del turismo                                                            | Consigliere diplomatico | Consigliere di Legazione  | Simone Landini                 |
| Dipartimento per gli affari regionali e le autonomie                             | Consigliere Diplomatico | Consigliere d'Ambasciata  | Pierluigi Trombetta            |
| Dipartimento della funzione pubblica                                             | Consigliere Diplomatico del Ministro per la Pubblica Amministrazione                                                        | Consigliere d'Ambasciata  | Francesco Leone                |
| Dipartimento per le politiche europee                                            | Capo del Dipartimento per le Politiche Europee                                                                              | Consigliere d'Ambasciata  | Marco Canaparo                 |
| Ufficio del Ministro per le Disabilità                                           | Consigliere Diplomatico | Ministro Plenipotenziario | Lorenzo Galanti                |
| Ufficio del Ministro per la Famiglia, la Natalità e le Pari Opportunità          | Consigliere giuridico per l’attività internazionale                                                                         | Ministro Plenipotenziario | Gianluca Grandi                |
| Ufficio del Ministro per le Riforme Istituzionali e la Semplificazione Normativa | Consigliere Diplomatico | Consigliere di Legazione  | Isa Ghivarelli                 |
| Ufficio del Ministro per lo Sport e i Giovani                                    | Consigliere Diplomatico | Consigliere d'Ambasciata  | Cristiano Musillo              |
|                                                                                  | |                           |                                |
| Consiglio di Stato                                                               | Consigliere Diplomatico del Presidente del Consiglio di Stato                                                               | Ministro Plenipotenziario | Marcello Apicella              |
| Corte dei Conti                                                                  | Consigliere per gli Affari Comunitari e Internazionali del Presidente della Corte dei Conti                                 | Ambasciatore (a riposo)   | Michele Cosentino              |
| Regione Lazio                                                                    | Consigliere Diplomatico dell’Ufficio di Presidenza e Responsabile dell’Ufficio Relazioni Internazionali e Affari Comunitari | Consigliere d'Ambasciata  | Silvia Maria Rita Chiave       |
| Città metropolitana di Firenze                                                   | Consigliere Diplomatico del Sindaco                                                                                         | Ministro Plenipotenziario | Cristiano Maggipinto           |
| Roma Capitale                                                                    | Ufficio di Gabinetto – Direttore della Direzione “Relazioni Internazionali”                                                 | Consigliere d'Ambasciata  | Gabriele Phillip Annis         |
| Agenzia per la cybersicurezza nazionale                                          | Responsabile della struttura di missione per le relazioni internazionali strategiche                                        | Ambasciatore              | Massimo Marotti                |